# Miguel de Elizalde
Miguel de Elizalde, né le 17 mai 1617 ou 1619 à Etchalar et mort le 17 novembre 1678 à Saint-Sébastien, est un jésuite et philosophe espagnol.

## Biographie
Entré dans la Province de Castille de la Compagnie de Jésus le 1er mars 1636, il fait la profession de quatre vœux le 20 mars 1653. Il commence par enseigner la rhétorique et la philosophie dans divers collèges, puis part enseigner pendant 10 ans la théologie à Valladolid, Salamanque et Rome. Élève et ami de Antonio Pérez, il vient à Rome en compagnie de Martin de Esparza Artieda, où il enseigne alors la théologie scolastique un an seulement en 1658 et 1659. Il est ensuite nommé recteur du Collège Saint François Xavier de Naples, puis préfet des études dans le Collegio Massimo de Naples. Il retourna ensuite en Espagne, où il est préfet des études au collège de San Ambrosio de Valladolid. Il est également théologue de la Real Junta de la Concepción. Il est mort dans le collège jésuite de San Sebastián. Son œuvre de moraliste provoque de nombreux débats. Il accepte les formules de la théologie sévillane (Deum teneri ad optimum). 
Il cherche à fonder la vérité sans alternative de la foi catholique de manière quasiment déductive. Le probable est transformé en nécessaire à cette fin : la religion la plus probable est la seule vraie avec « nécessité métaphysique ». On trouvera une mathématisation similaire chez Huet en 1681. Son traité des cas de conscience a également été assez influent.

## Œuvres

### Manuscrits
- Carta del P. Miguel de Elizalde de la Compañía de Jesús al H. Fernando de Doriga de la misma en Salamanca, sobre la muerte del Gobernador de Fuenterrabia, Egea, y sustición de Domingo de Eguías, mas noticias sobre el sitio de aquella plaza, Pampelune, 16 août 1638; Madrid BRAH 9/3692-82.
- Carta al P. Oliva, Roma, ARSI, Ms. Tolet. 41.
- Carta a José Fernandez de Retes, 1.IX.1672, Madrid BNE, Ms. 8814, f. 91-92.

### Œuvres imprimées
- Forma verae religionis quaerendae et inveniendae, Napoli, 1662.
- De recta doctrina morum quatuor libris distincta, Lyon, Pierre Chevallier, 1670.